# Keishmer Powell
Keishmer Yordany Powell Blackwood (n. Puerto Limón, Costa Rica, 9 de febrero de 1990) es un futbolista costarricense que se desempeña como delantero centro y actualmente se encuentra sin club.

## Selección nacional
Keishmer Powell solo cuenta con un partido Clase A con la Selección de Costa Rica donde disputó un partido amistoso ante Estados Unidos en Carson, California bajo la dirección técnica de Rónald González.
| Partidos | Partidos       | Partidos  | Partidos                | Partidos              | Partidos    | Partidos | Partidos               | Partidos        | Partidos |
| N°       | Rival          | Resultado | Fecha                   | Lugar                 | Competencia | Goles    | Cambio                 | DT              |          |
| -------- | -------------- | --------- | ----------------------- | --------------------- | ----------- | -------- | ---------------------- | --------------- | -------- |
| 1        | Estados Unidos | 0:1 (0:0) | 3 de septiembre de 2009 | Carson Estados Unidos | Amistoso    | -        | 79' por Álvaro Sánchez | Rónald González |          |

## Clubes
| Club      | País       | Año         |
| --------- | ---------- | ----------- |
| Brujas FC | Costa Rica | 2010        |
| Orión FC  | Costa Rica | 2011        |
| Carmelita | Costa Rica | 2014 - 2015 |
| Jicaral   | Costa Rica | 2015        |